# Myra Melford
Myra Melford (5 de enero de 1957, Área de chicago, Illinois) es una pianista y compositora de jazz contemporáneo. Recientemente ha comenzado a usar con frecuencia el harmonium tanto como el piano.

## Historial
Melford se ubicó en Nueva York desde mediados los años 1980, tocando como acompañante de músicos de jazz como Henry Threadgill, y liderando sus propias bandas, que incluyeron a los trompetistas Dave Douglas y Cuong Vu, a los clarinetistas y saxofonistas Marty Ehrlich y Chris Speed, a los bajistas Lindsey Horner y Stomu Takeishi,  los baterías Michael Sarin y Kenny Wolleson, y el chelista Erik Friedlander. 
Ha tocado además, y liderado, el grupo Equal Interest, que incluía a Joseph Jarman, del Art Ensemble of Chicago, y al violinista de la AACM, Leroy Jenkins. Ha realizado también grabaciones en dúo con Marty Ehrlich, el percusionista alemán Han Bennink y el falutista Marion Brandis. Es profesora estable de la Universidad de California en Berkeley.

## Discografía seleccionada
- Alive in the House of Saints (1993)
- Even the Sounds Shine (1995)
- The Same River, Twice (1996)
- Dance Beyond the Color (2000)
- The Image of Your Body (2006)
- The Whole Tree Gone (2010)
- The Other Side of Air (2018)